# Unione Sportiva Triestina 1938-1939
Questa voce raccoglie le informazioni riguardanti l'Unione Sportiva Triestina nelle competizioni ufficiali della stagione 1938-1939.

## Rosa
| N. |                   | Ruolo | Calciatore        |
| -- | ----------------- | ----- | ----------------- |
|    | Italia (bandiera) | P     | Egidio Umer       |
|    | Italia (bandiera) | P     | Antonio Tricarico |
|    | Italia (bandiera) | D     | Giuseppe Geigerle |
|    | Italia (bandiera) | D     | Elio Loschi       |
|    | Italia (bandiera) | D     | Alfieri Sacchetti |
|    | Italia (bandiera) | C     | Emilio Rancilio   |
|    | Italia (bandiera) | C     | Bruno Chizzo      |
|    | Italia (bandiera) | C     | Ruggero Salar     |
|    | Italia (bandiera) | C     | Giuseppe Grezar   |
|    | Italia (bandiera) | C     | Remo Costa        |
|    | Italia (bandiera) | C     | Luigi Spanghero   |

| N. |                   | Ruolo | Calciatore           |
| -- | ----------------- | ----- | -------------------- |
|    | Italia (bandiera) | C     | Enrico Radio         |
|    | Italia (bandiera) | C     | Carlo Kaffenigg      |
|    | Italia (bandiera) | A     | Guglielmo Trevisan   |
|    | Italia (bandiera) | A     | Ferruccio Valcareggi |
|    | Italia (bandiera) | A     | Luigi Colaussi       |
|    | Italia (bandiera) | A     | Piero Pasinati       |
|    | Italia (bandiera) | A     | Mario Magrini        |
|    | Italia (bandiera) | A     | Mario Tosolini       |
|    | Italia (bandiera) | A     | Dino Antonini        |
|    | Italia (bandiera) | A     | Aldo Beorchia        |
|    | Italia (bandiera) | A     | Vinicio Tumiati      |

## Statistiche

### Statistiche di squadra
| Competizione | Punti | In casa | In casa | In casa | In casa | In casa | In casa | In trasferta | In trasferta | In trasferta | In trasferta | In trasferta | In trasferta | Totale | Totale | Totale | Totale | Totale | Totale | DR |
| Competizione | Punti | G       | V       | N       | P       | Gf      | Gs      | G            | V            | N            | P            | Gf           | Gs           | G      | V      | N      | P      | Gf     | Gs     | DR |
| ------------ | ----- | ------- | ------- | ------- | ------- | ------- | ------- | ------------ | ------------ | ------------ | ------------ | ------------ | ------------ | ------ | ------ | ------ | ------ | ------ | ------ | -- |
| Serie A      | 24    | 15      | 5       | 6       | 4       | 14      | 11      | 15           | 2            | 4            | 9            | 9            | 17           | 30     | 7      | 10     | 13     | 23     | 28     | -5 |
| Coppa Italia |       | 1       | 1       | 0       | 0       | 1       | 0       | 1            | 0            | 0            | 1            | 1            | 2            | 2      | 1      | 0      | 1      | 2      | 2      | 0  |
| Totale       |       | 16      | 6       | 6       | 4       | 15      | 11      | 16           | 2            | 4            | 10           | 10           | 19           | 32     | 8      | 10     | 14     | 25     | 30     | -5 |

### Statistiche dei giocatori
| Giocatore     | Serie A  | Serie A | Coppa Italia | Coppa Italia | Totale   | Totale |
| Giocatore     | Presenze | Reti    | Presenze     | Reti         | Presenze | Reti   |
| ------------- | -------- | ------- | ------------ | ------------ | -------- | ------ |
| D. Antonini   | 4        | 1       | ?            | ?            | 4+       | 1+     |
| A. Beorchia   | 4        | 0       | ?            | ?            | 4+       | 0+     |
| B. Chizzo     | 26       | 1       | ?            | ?            | 26+      | 1+     |
| L. Colaussi   | 27       | 4       | ?            | ?            | 27+      | 4+     |
| R. Costa      | 12       | 2       | ?            | ?            | 12+      | 2+     |
| G. Geigerle   | 29       | 0       | ?            | ?            | 29+      | 0+     |
| G. Grezar     | 16       | 0       | ?            | ?            | 16+      | 0+     |
| C. Kaffenigg  | 1        | 0       | ?            | ?            | 1+       | 0+     |
| E. Loschi     | 26       | 0       | ?            | ?            | 26+      | 0+     |
| M. Magrini    | 5        | 0       | ?            | ?            | 5+       | 0+     |
| P. Pasinati   | 22       | 2       | ?            | ?            | 22+      | 2+     |
| E. Radio      | 2        | 0       | ?            | ?            | 2+       | 0+     |
| E. Rancilio   | 29       | 1       | ?            | ?            | 29+      | 1+     |
| A. Sacchetti  | 5        | 0       | ?            | ?            | 5+       | 0+     |
| R. Salar      | 20       | 2       | ?            | ?            | 20+      | 2+     |
| L. Spanghero  | 10       | 0       | ?            | ?            | 10+      | 0+     |
| M. Tosolini   | 4        | 0       | ?            | ?            | 4+       | 0+     |
| G. Trevisan   | 30       | 10      | ?            | ?            | 30+      | 10+    |
| A. Tricarico  | 4        | -5      | ?            | ?            | 4+       | -5+    |
| V. Tumiati    | 1        | 0       | ?            | ?            | 1+       | 0+     |
| E. Umer       | 26       | -23     | ?            | ?            | 26+      | -23+   |
| F. Valcareggi | 27       | 0       | ?            | ?            | 27+      | 0+     |